# Bedrč
Bedrč (německy Bedertsch) je vesnice, část okresního města Benešov. Nachází se na severovýchodě Benešova. Bedrč leží v katastrálním území Benešov u Prahy o výměře 40,24 km².

## Historie
První písemná zmínka o vesnici pochází z roku 1381.
V letech 1869–1880 byla vesnice součástí obce Petroupim, v letech 1890–1950 samostatnou obcí a od roku 1961 se stala součástí města Benešov.

## Obyvatelstvo
| Rok            | 1869 | 1880 | 1890 | 1900 | 1910 | 1921 | 1930 | 1950 | 1961 | 1970 | 1980 | 1991 | 2001 | 2011 | 2021 |
| -------------- | ---- | ---- | ---- | ---- | ---- | ---- | ---- | ---- | ---- | ---- | ---- | ---- | ---- | ---- | ---- |
| Počet obyvatel | 157  | 187  | 180  | 182  | 193  | 190  | 170  | 117  | 109  | 92   | 79   | 76   | 89   | 109  | 127  |
| Počet domů     | 16   | 20   | 21   | 23   | 26   | 27   | 29   | 28   | 24   | 26   | 23   | 26   | 34   | 37   | 37   |

## Památky

Bedrčský dvůr

- Bedrčský dvůr

## Doprava
Obcí vede silnice druhé třídy II/110. V Bedrči zastavují příměstské autobusy dopravce ČSAD Benešov. Západně od vesnice prochází železniční trať Praha - Benešov u Prahy, na které se poblíž vesnice nacházelo hradlo Bedrč zrušené v roce 2007.